# Luis Carlos dos Santos Martins
Luis Carlos dos Santos Martins (São Luís, 19 juni 1984) is een Braziliaans voormalig voetballer die als aanvaller speelde.

## Carrière
Maranhão begon zijn carrière in 2005 bij Sertãozinho FC. Hij tekende in 2008 bij Ventforet Kofu in de J2 League. Hij tekende in 2011 bij Tokyo Verdy. Maranhão speelde tussen 2012 en 2013 voor Ulsan HD FC en Jeju SK FC. Met Ulsan werd hij in 2012 kampioen van de AFC Champions League.